# De blå diamanter
De blå diamanter (originaltitel The Brass Bowl) er en amerikansk stumfilm fra 1924 af Jerome Storm.

## Medvirkende
- Edmund Lowe som Dan Maitland
- Claire Adams som Sylvia
- Jack Duffy som O'Hagan
- J. Farrell MacDonald som Hickey
- Leo White
- Fred J. Butler